# Еверолімус
Еверолімус (англ. Everolimus, лат. Everolimusum) — напівсинтетичний лікарський препарат, який за своєю хімічною структурою є похідним сиролімусу та має макролідну структуру. Еверолімус має імуносупресивну дію, і першим використанням його стало застосування у трансплантології для профілактики відторгнення трансплантату після трансплантації нирки. Як імуносупресант еверолімус застосовується перорально. Натепер еверолімус застосовується також як один із видів покриття для стентів із антипроліферативним покриттям, які застосувуються для профілактики тромбозу стента, а також як хіміотерапевтичний препарат для лікування деяких видів доброякісних та злоякісних пухлин. Еверолімус уперше синтезований у лабораторії швейцарської компанії «Novartis».

## Фармакологічні властивості
Еверолімус — напівсинтетичний лікарський засіб, який за своєю хімічною структурою є похідним сиролімусу, та має макролідну будову. Механізм дії препарату полягає у блокуванні інтерлейкін-2-залежної проліферації T-лімфоцитів за рахунок гальмування кальцій-опосередкованій та кальцій-незалежній передачі сигналу і зв'язування зі специфічним білком цитозолю імунофіліном, що призводить до гальмування проліферації як Т-лімфоцитів та інгібування імунної відповіді організму на чужорічні антигени, так і до блокування проліферації клітин гладеньких м'язів та кровоносних судин, що забезпечує ефективність застосування препарату як покриття для стентів. Іншим механізмом дії еверолімуса є гальмування активації ферменту mTOR (протеїнкінази мішені рапаміцину), що призводить до зупинки поділу чутливих до цього ферменту клітин у фазі G1. Оскільки цей фермент є медіатором одного із сигнальних шляхів активації пухлинного росту, то еверолімус за рахунок інгібування mTOR гальмує ріст як доброякісних, так і злоякісних пухлин. Еверолімус початково застосовувався як імуносупресант при трансплантації нирки, пізніше розпочав застосовуватися також при трансплантації печінки та трансплантації серця. При застосуванні еверолімусу при трансплантації органів спостерігається менше побічних ефектів, ніж при застосуванні сиролімусу або мікофенолової кислоти, і його застосування у порівнянні з іншими імуносупресивними препаратами здешевлює вартість імуносупресивної терапії після трансплантації органів. Оскільки еверолімус гальмує ріст клітин пухлин, то він також застосовується для лікування раку молочної залози, при деяких видах астроцитоми, раку нирки при метастатичних нейроендокринних пухлинах (у тому числі панкреатичних нейроендокринних пухлинах), а також при деяких доброякісних пухлинах нирки. проводяться клінічні дослідження можливості застосування еверолімусу при раку шлунку, гепатоцелюлярній карциномі та деяких видах лімфом. Оскільки еверолімус гальмує проліферацію клітин гладенької мускулатури та кровоносних судин, він застосовується також як один із видів покриття для стентів із антипроліферативним покриттям, які застосувуються для профілактики тромбозу стента, причому стенти із еверолімусом більш ефективніші, ніж стенти із сиролімусом або паклітакселом.

### Фармакокінетика
Еверолімус швидко всмоктується після перорального застосування, біодоступність препарату при застосуванні диспергованих таблеток становить 90 %. Максимальна концентрація еверолімусу в крові досягається протягом 1—2 годин. Препарат добре (на 74 %) зв'язується з білками плазми крові. Еверолімус проникає через плацентарний бар'єр та виділяється в грудне молоко. Метаболізується препарат у печінці з утворенням неактивних метаболітів. Виводиться препарат переважно із калом, близько 5 % препарату виводиться із сечею. Період напіввиведення препарату становить 21—35 годин (у середньому 28—30 годин), цей час може збільшуватися при порушенні функції печінки або нирок.

## Показання до застосування
Еверолімус застосовується для профілактики реакції відторгнення трансплантату після трансплантації нирки, печінки та серця (разом із циклоспорином та глюкокортикоїдними гормонами); раку молочної залози, раку нирки, нейроендокринних пухлинах, астроцитомі; а також для покриття стентів як антипроліферативне покриття для профілактики рестенозу стента.

## Побічна дія
При застосуванні еверолімуса побічні ефекти спостерігаються рідше, ніж при застосуванні інших імунодепресантів, і вони є дозозалежними. Найчастішими побічними ефектами еверолімусу є:
- Алергічні реакції та з боку шкірних покривів — висипання на шкірі, набряк Квінке, погіршення заживлення хірургічної рани, акне.
- З боку травної системи — нудота, блювання, діарея, біль у животі, порушення функції печінки, жовтяниця.
- З боку опорно-рухового апарату — міалгії.
- З боку серцево-судинної системи — гіпертензія, лімфоцеле, периферичні набряки, венозний тромбоз.
- З боку дихальної системи — пневмонія або пневмоніт.
- З боку сечостатевої системи — інфекції сечових шляхів; рідко пієлонефрит, некроз нирковихканальців, гіпогонадизм у чоловіків.
- Інші побічні ефекти — вірусні, бактеріальні або грибкові інфекції; сепсис; відносно рідко (близько 1 % випадків) виникнення на фоні застосування злоякісних пухлин.
- Зміни в лабораторних аналізах — часто анемія, тромбоцитопенія, лейкопенія, коагулопатії, гіперхолестеринемія, гіпертригліцеридемія, підвищення рівня білірубіну в крові, підвищення рівня активності ферментів печінки в крові.

## Протипокази
Еверолімус протипоказаний при підвищеній чутливості до препарату та сиролімусу, при вагітності та годуванні грудьми, особам у віці до 18 років.

## Форми випуску
Еверолімус випускається у вигляді таблеток по 0,0001; 0,00025; 0,0005; 0,00075; 0,001; 0,002; 0,0025; 0,003; 0,005 та 0,01 г.